# Eboukou
Eboukou est un village de la Région du Littoral du Cameroun, situé dans la commune de Baré-Bakem. Situé à 4 km de Baréko, on y accède par la route qui lie Baréko à Melong.

## Population et développement
En 1967, la population de Eboukou était de 95 habitants, essentiellement des Baréko. La population de Eboukou était de 57 habitants dont 25 hommes et 32 femmes, lors du recensement de 2005.